# Mistrovství světa ve veslování 1992
Mistrovství světa ve veslování 1992 byl v pořadí 21. šampionát konaný mezi 13. až 16. srpnem 1992 na umělém ostrově Notre Dame na řece sv. Vavřince v kanadském Montréalu.
Každoroční veslařská regata trvající jeden týden je organizována Mezinárodní veslařskou federací (International Rowing Federation; FISA) obvykle na konci léta severní polokoule. V neolympijských letech představuje mistrovství světa vyvrcholení mezinárodního veslařského kalendáře a v roce, jenž předchází  olympijským hrám, představuje jejich hlavní kvalifikační událost. V olympijských letech pak program mistrovství zahrnuje pouze neolympijské disciplíny.
Rok 1992 byl rokem olympijským, proto program mistrovství zahrnoval pouze neolympijské disciplíny.

## Medailové pořadí
| Pořadí | Země               | Zlato | Stříbro | Bronz | Celkem |
| ------ | ------------------ | ----- | ------- | ----- | ------ |
| 1      | Dánsko             | 3     | 0       | 0     | 3      |
| 2      | Austrálie          | 2     | 0       | 0     | 2      |
| 3      | Spojené království | 1     | 3       | 0     | 4      |
| 4      | Itálie             | 1     | 1       | 0     | 2      |
| 5      | Německo            | 1     | 0       | 2     | 3      |
| 6      | Kanada             | 0     | 1       | 2     | 3      |
| 7      | Rakousko           | 0     | 1       | 0     | 1      |
| 7      | Nizozemsko         | 0     | 1       | 0     | 1      |
| 7      | Švédsko            | 0     | 1       | 0     | 1      |
| 10     | USA                | 0     | 0       | 2     | 2      |
| 11     | Francie            | 0     | 0       | 1     | 1      |
| 11     | Švýcarsko          | 0     | 0       | 1     | 1      |
| Celkem | Celkem             | 8     | 8       | 8     | 24     |

## Přehled medailí

### Mužské disciplíny
| Disciplína                      | Zlato | Čas     | Stříbro | Čas     | Bronz | Čas     |
| Skif LV LM1x                    | Dánsko Jens Ernst Mohr | 7:08,79 | Nizozemsko Pepijn Aardewijn | 7:10,21 | USA Brian Sweenor | 7:14,63 |
| Dvojskif LV LM2x                | Austrálie Bruce Hick Gary Lynagh | 6:24,68 | Rakousko Walter Rantasa Christoph Schmölzer | 6:26,23 | Švýcarsko Markus Gier Michael Gier | 6:28,86 |
| Párová čtyřka LV LM4x           | Itálie Michelangelo Crispi Francesco Esposito Massimo Lana Massimo Guglielmi                                                                          | 5:54,38 | Švédsko Joakim Brischewski Bo Ekros Lars-Johan Flodin Per Lundberg                                                                                | 5:56,31 | Německo Stephan Fahrig Klaus Götte Rene Höhn Bernhard Rühling                                                                                     | 5:57,60 |
| Čtyřka bez kormidelníka LV LM4- | Spojené království Christopher Bates Toby Hessian Tom Kay Carl Smith                                                                                  | 6:03,98 | Itálie Sabino Bellomo Franco Cattaneo Danilo Fraquelli Alfredo Striani                                                                            | 6:05,69 | Francie Sebastien Bel Stephane Guerinot Benoit Masson Jose Oyarzabal                                                                              | 6:07,48 |
| Osma LV LM8+                    | Dánsko Johnny Bo Andersen Svend Blitskov Thomas Croft Jan Hansen Jeppe Jensen Kollat Flemming Meyer Thomas Poulsen Bo Vestergaard Martin Sorensen (k) | 5:34,95 | Spojené království Andrew Butt Roger Everington Jim Hartland Jim McNiven Mark Partridge Nicholas Strange Ian Watson Stephen Wright Philip Cox (k) | 5:37,02 | Německo Klaus Altena Michael Buchheit Christian Dahlke Michael Kobor Thomas Melges Bernhard Stomporowski Kai von Warburg Uwe Maerz Olaf Kaska (k) | 5:37,95 |

### Ženské disciplíny
| Disciplína                      | Zlato                                                              | Čas     | Stříbro                                                                                        | Čas     | Bronz                                                                    | Čas     |
| Skif LV LW1x                    | Dánsko Mette Blochová Jensenová                                    | 8:11,62 | Spojené království Sue Key                                                                     | 8:17,37 | Kanada Wendy Wiebe                                                       | 8:21,75 |
| Dvojskif LV LW2x                | Německo Claudia Waldiová Christiane Weberová                       | 7:27,29 | Kanada Michelle Darvillová Colleen Millerová                                                   | 7:28,04 | USA Sanya Remmlerová-Suddethová Teresa Zarzeczny                         | 7:29,70 |
| Čtyřka bez kormidelnice LV LW4- | Austrálie Marina Cade Deirdre Fraserová Virginia Lee Liz Mollerová | 7:01,40 | Spojené království Alison Brownlessová Anna Marie Drydenová Tonia Williamsová Claire Daviesová | 7:03,78 | Kanada Jill Bloisová Nori Doobenenová Laurie Featherstone Renata Trocová | 7:08,30 |